# Cidade de barracas

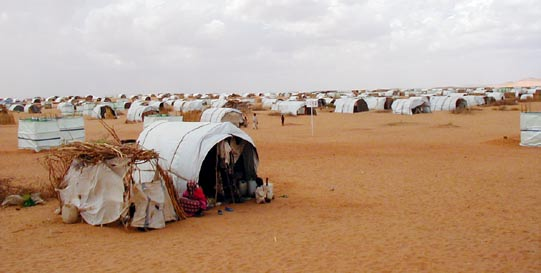
Cidade de tendas com 40.000 habitantes em Darfur.

Uma cidade de barracas é um alojamento feito com barracas ou outras estruturas temporárias.
Governos nacionais ou organizações militares montam cidades de tendas para abrigar desabrigados, refugiados ou soldados. A Divisão de Abastecimento do UNICEF fornece barracas expansíveis para milhões de pessoas deslocadas.
Cidades de barracas informais podem também ser instaladas sem autorização por moradores de rua ou manifestantes.
Os assentamentos de barracas criadas por moradores de rua podem ser semelhantes a favelas precárias, onde os os prédios são feitos de sucata.

## Militares

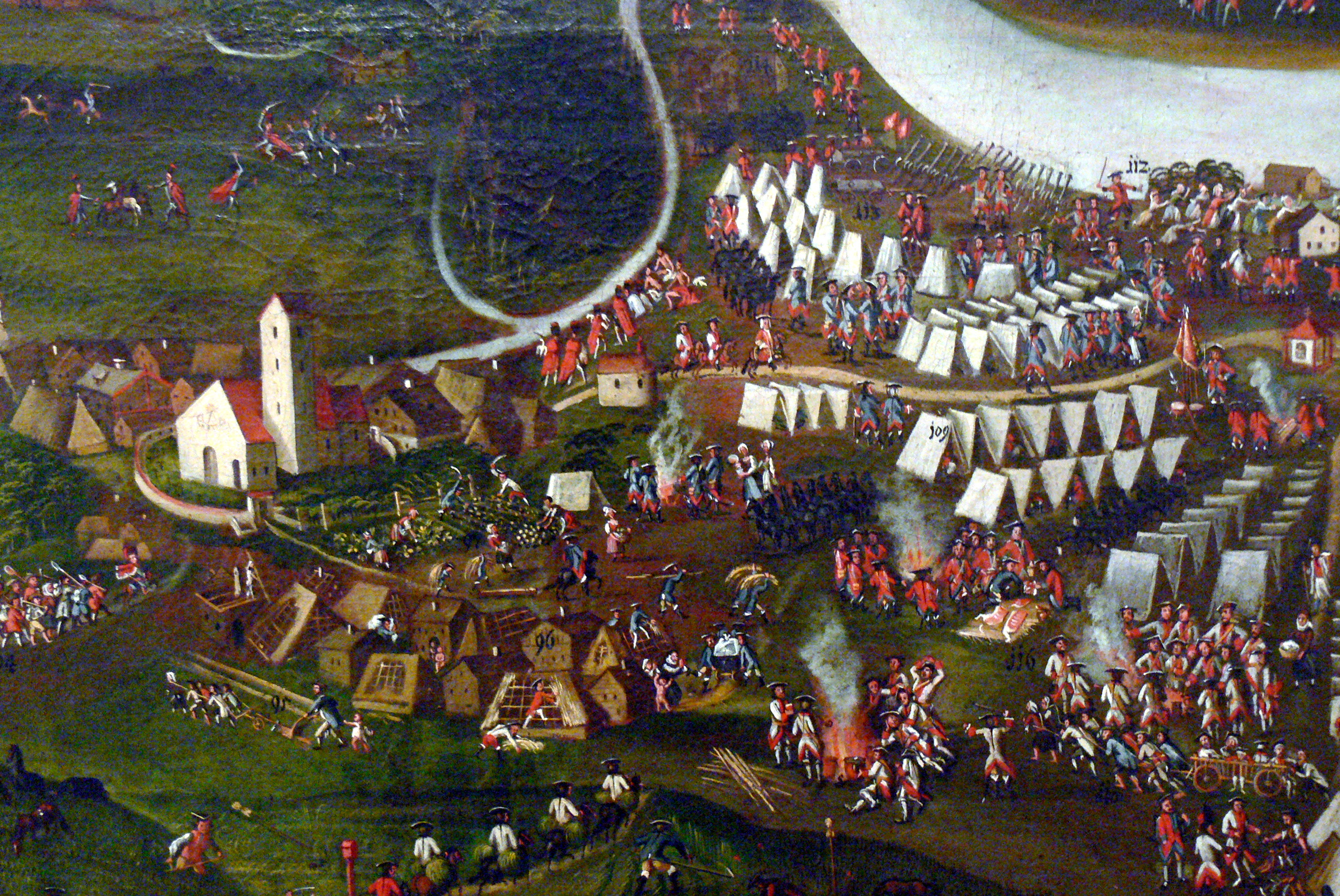
Acampamento militar no século XVIII

Nas forças armadas, o termo "cidade-barracas" geralmente se refere a alojamentos temporários erguidos em bases militares destacadas, como as encontradas na Bósnia e Herzegovina ou no Iraque. Dependendo do ramo de serviço e do tempo em que a cidade-barraca está instalada, a área de estar pode estar equipada com a maioria das comodidades modernas. Por razões sanitárias, as cidades de tendas militares colocam banheiros, chuveiros e lavanderias a pelo menos 50 ft (15 m) de alojamentos. Além disso, as barracas são normalmente divididas em grupos de 8 a 10 para evitar a rápida propagação do fogo, o que é de extrema preocupação por causa dos materiais da barraca e da cama.

## Desastres ambientais
Desde o furacão Katrina em agosto de 2005, o termo tem sido usado para descrever locais de habitação temporários criados para residentes da Costa do Golfo que ficaram desabrigados pela tempestade. Algumas das barracas que foram construídas pela Seabees e financiadas pela Agência Federal de Gerenciamento de Emergências dos EUA (AFGE) são estruturas de madeira cobertas por barracas. Com exceção do encanamento interno, a maioria das barracas possui aquecimento, ar e iluminação. A cidade de barracas pode acomodar até 250 ocupantes. Os residentes deslocados só devem permanecer de três a seis meses.

## Pessoas vivendo sem teto

### Canadá

#### Toronto, Ontario
Toronto, Ontário, a maior cidade do Canadá, também abrigou sua própria "Tent City" (cidade de barracas) até setembro de 2002, quando os residentes de Tent City foram despejados pelo proprietário da terra, o Home Depot. Estava situado no centro de Toronto, perto da orla marítima, e era o lar de centenas de desabrigados.
Tent City era na maior parte autogovernada, já que a polícia não costumava entrar nela, a menos que um crime grave fosse cometido. Um dos residentes mais antigos de Tent City tornou-se o "prefeito Karl Schmidt", que supervisionou o funcionamento da cidade e ajudou a lidar com os crimes que ocorriam. Em um caso, um residente que estava deixando Tent City vendeu seu abrigo duas vezes para duas pessoas diferentes, obtendo lucro para si mesmo e deixando os compradores resolverem a disputa. Também havia cidadãos que recorreram ao furto para ganhar dinheiro. Apesar dessas condições, alguns residentes se sentiram mais seguros em Tent City do que nos abrigos do governo e optaram por viver em uma área autorregulada, onde poderiam se defender.
Quando a Tent City foi fechada, a Home Depot despejou os residentes com seguranças particulares e com o apoio do Serviço de Polícia de Toronto. Um sistema formal de reivindicação de propriedade foi instituído onde os indivíduos foram autorizados a retornar brevemente ao local para recuperar bens pessoais antes de serem removidos permanentemente da área. Esta ação foi criticada por grupos ativistas como uma tentativa da Home Depot de limpar o terreno para desenvolver um grande outlet no centro da cidade; no entanto, o Conselho Municipal de Ontário já havia decidido que uma loja não poderia ser construída no local. Após o despejo, a cidade de Toronto disponibilizou abrigos para cada uma das cerca de 110 pessoas removidas. Três anos depois, no final de 2005, o terreno permanecia sem desenvolvimento e a Home Depot abriu um outlet no centro da cidade na Gerrard Square, um shopping que fica na esquina da Pape com a Gerrard.
A cidade de Toronto introduziu programas de suplemento de aluguel no ano seguinte (2002–2004), nos quais 115 residentes tiveram acesso a unidades de apartamentos convencionais.
O jornalista Shaughnessy Bishop-Stall abandonou voluntariamente seu estilo de vida de classe média para morar em Tent City por um ano. Ele recebeu muito pouca ajuda externa e implorou por dinheiro para se sustentar. Ele detalhou suas experiências em um livro, Down to This: Squalor and Splendor in a Big-city Shantytown.

### Estados Unidos

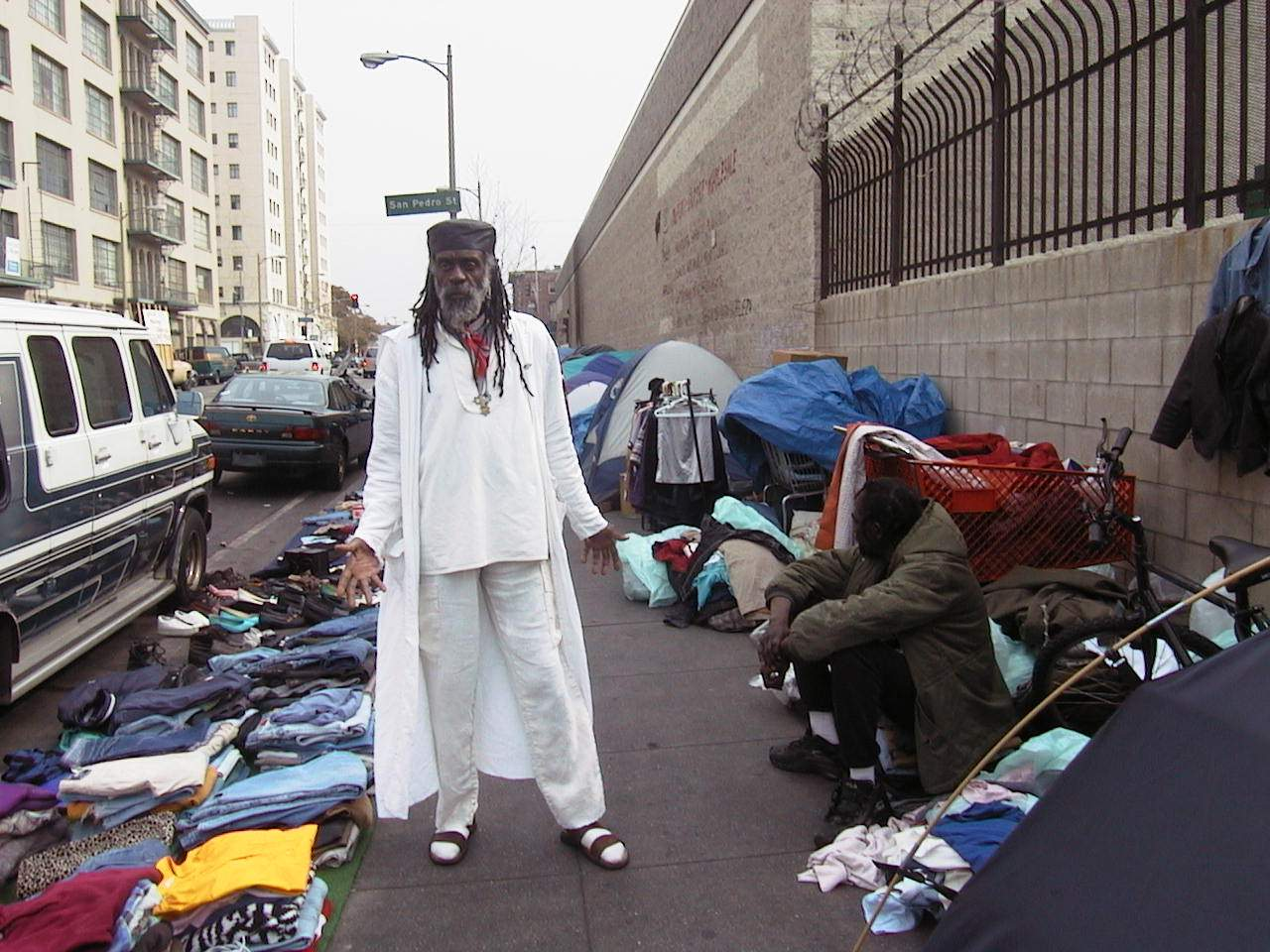
Skid Row, em Los Angeles, contém uma das maiores populações estáveis, entre 5.000 e 8.000, de desabrigados nos Estados Unidos.

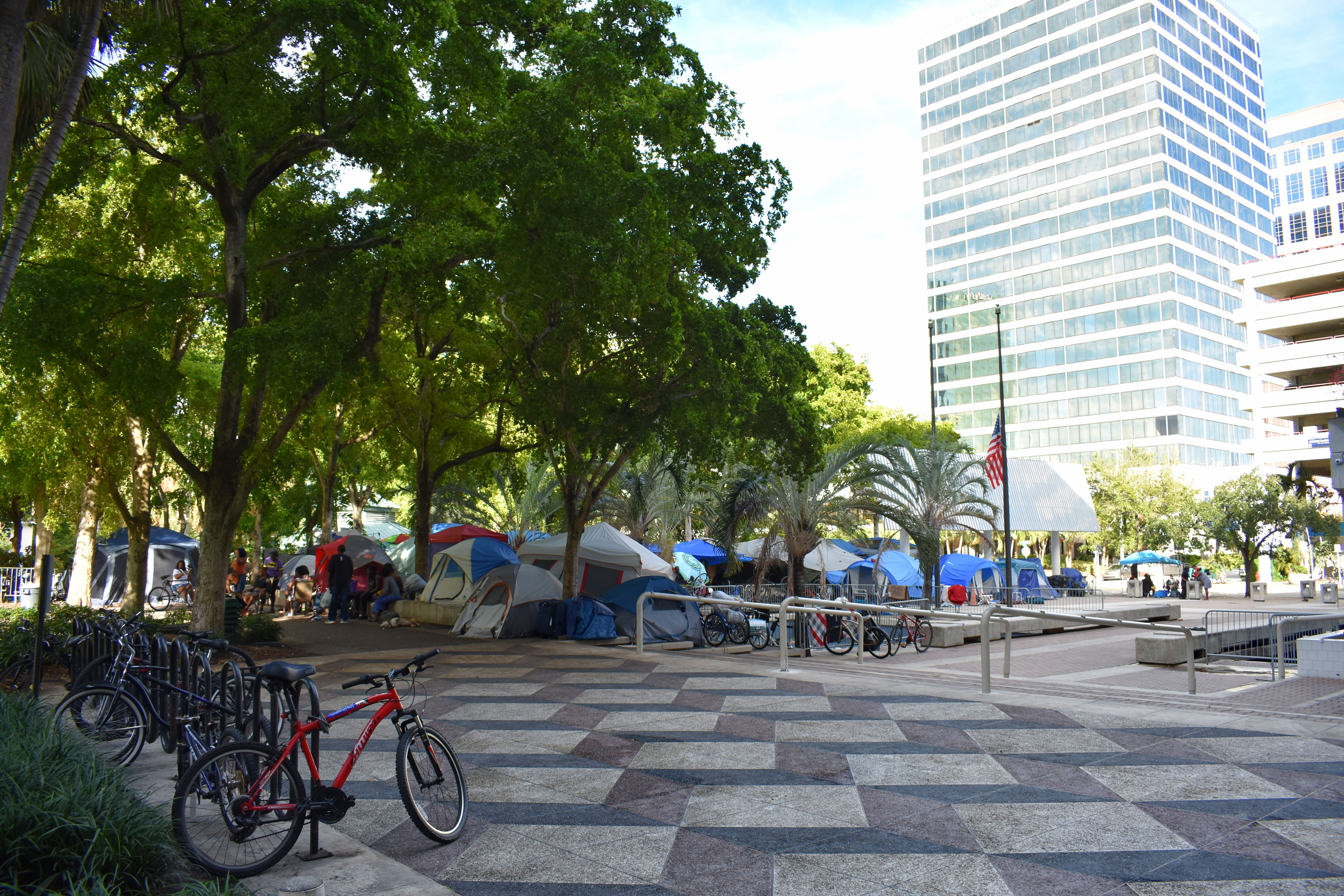
Um acampamento de sem-teto em Fort Lauderdale, Flórida

#### Califórnia

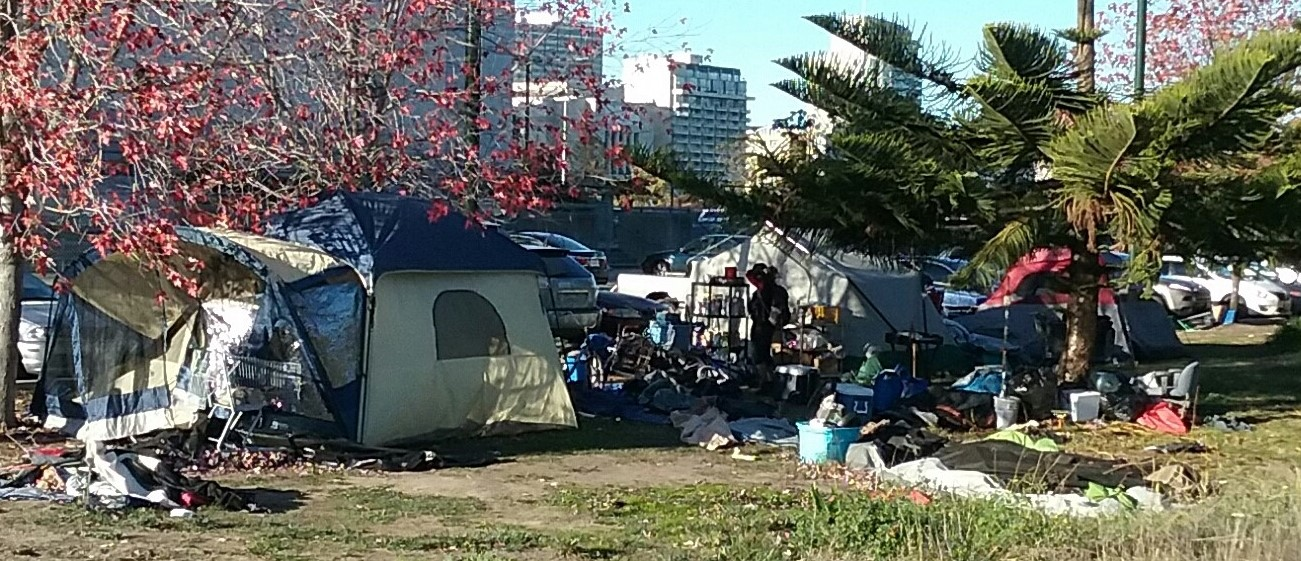
Um acampamento de sem-teto em Oakland, Califórnia, perto do campus da Laney College.

A quantidade de população em situação de rua na Califórnia é um problema sério, segundo a taxa per capita em 2020, ocupa o terceiro lugar nos EUA, atrás de Nova York e Havaí. 0,4% ou mais dos californianos são sem-teto, e a maioria das grandes cidades tem população de sem-teto que ronda 0,5-1% da população da cidade. Isso inclui pessoas em situação de rua abrigados ou não. As cidades de barracas são predominantes em Tenderloin, San Francisco e Skid Row, Los Angeles.
A BBC fez uma reportagem, que falava sobre como a crise economica nos Estados Unidos forçou muitas pessoas, que costumavam ser donas de suas próprias casas, a viver em tendas.
AlterNet publicou uma história em 2009 sobre a grande mídia finalmente "descobrindo" a situação dos sem-teto em Sacramento.

#### Minneapolis, Minnesota
A cidade de Minneapolis experimentou o surgimento e crescimento de acampamentos de sem-teto após o assassinato de George Floyd e a agitação resultante, em meados de 2020. O Minneapolis Park and Recreation Board realizou um processo experimental para permitir acampamentos de desabrigados em propriedades do parque da cidade. Acampamentos de sem-teto apareceram em 44 parques durante os meses de verão. O conselho do parque fechou todos os acampamentos em 7 de janeiro de 2021 e suspendeu as autorizações.

#### São Petersburgo, Flórida
No final de dezembro de 2006, moradores de rua formaram uma cidade improvisada de barracas na propriedade St. Vincent de Paul, no bloco 1400 da Quarta Avenida N. de São Petersburgo, em São Petersburgo, Flórida, quando dezenas de moradores de rua se mudaram de terrenos públicos do outro lado da rua. No início de janeiro de 2007, as autoridades municipais observaram os códigos da cidade que proíbem viver em barracas e deram aos proprietários uma semana para despejar os ocupantes da cidade.

#### Olympia, Washington
O campo Quixote e um acampamento de pessoas sem-teto que começou como um movimento de protesto organizado pelos desabrigados e seus apoiadores contra a legislação "anti-social" que foi aprovada pela cidade em janeiro de 2007 - especificamente referindo-se ao decreto que restringe as pessoas de sentar nas calçadas. As autoridades municipais ordenaram que o campo se dissolvesse. A Olympia Unitarian Universalist Congregation ofereceu o santuário do acampamento em sua propriedade, estando familiarizada com a rede religiosa de acampamentos de sem-teto de Seattle. O que começou como um protesto em torno da falta de moradia rapidamente se tornou um protesto da comunidade religiosa. A comunidade da igreja protestou contra a insistência da cidade em desmantelar a comunidade, alegando que as igrejas mantêm um direito específico de uso da terra que lhes permite oferecer refúgio aos pobres (Lei do Uso Religioso da Terra e Pessoas Institucionalizadas, ou RLUIPA). Por fim, o protesto se transformou em negociação com as prefeituras locais, com novos decretos tolerando o campo Quixote com regulamentos específicos e um limite de noventa dias; opção de se mudar para propriedade de outras comunidades religiosas. Graças ao ardente apoio de uma equipe de voluntários, a cidade de barracas logo será transformada em uma casa de apoio permanente, a Aldeia de Quixote - inverno 2013.

#### Seattle, Washington

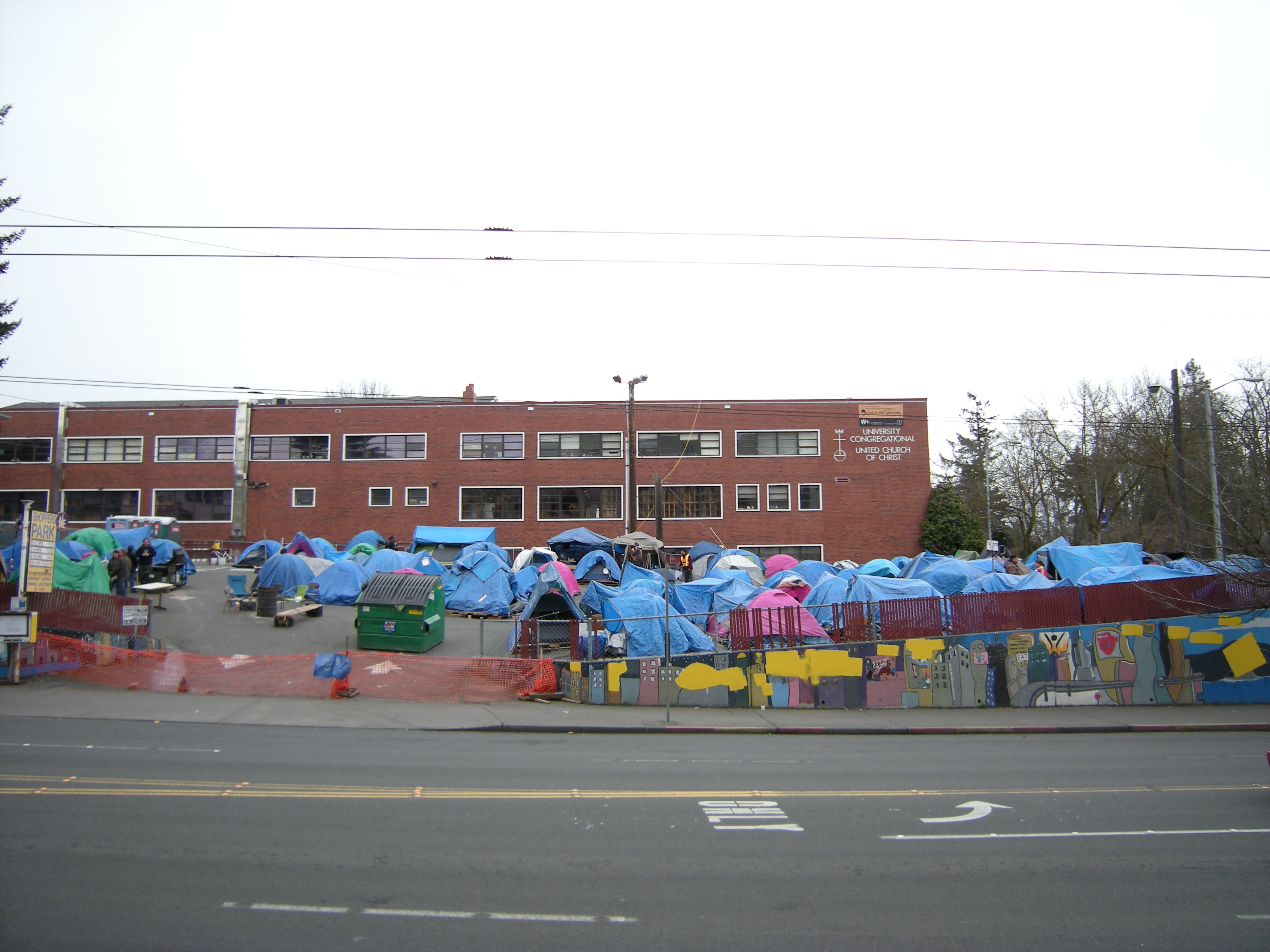
Nickelsville no final de sua estada no distrito universitário de Seattle

Os sem-teto há muito recorrem à procura de abrigo em barracas, mas essas comunidades são uma das primeiras a serem organizadas por uma organização patrocinadora (uma parceria entre Seattle Housing and Resource Effort e Women's Housing Equality and Enhancement League (SHARE / WHEEL)), e são um dos primeiros em uma grande cidade dos EUA a serem amplamente aceitos pelos governos locais. Ao contrário de alguns estereótipos em relação aos sem-teto, muitos residentes da cidade de barracas estão empregados, principalmente em empregos temporários ou diaristas, mas não têm renda suficiente para obter uma moradia mais permanente.
Os acampamentos originais de Tent City e Tent City 2, ambas criadas no final dos anos 1990, foram fundadas ilegalmente e sofreram oposição da cidade de Seattle. Depois de serem tolerados por algum tempo, eles foram forçados a fechar. Em março de 2002, como resultado de uma batalha judicial, o procurador da cidade Tom Carr e o advogado do SHARE / WHEEL Ted Hunter assinaram um decreto de consentimento ordenado pelo tribunal com o SHARE, permitindo a Tent City apenas em terras privadas (por convite) e estabelecendo padrões para seu funcionamento.
Com base no decreto de consentimento, Tent City 3 foi criada e gira em torno do Metro Seattle Core. Tent City 4 foi criada em maio de 2004 como uma tentativa de expandir além do decreto de consentimento e usar terras e recursos públicos, algo que o decreto de consentimento não permite. Esta tentativa não teve sucesso e Tent City 4 foi transferida para o leste de King County, onde é patrocinada pela igreja. As regras da Tent City não permitem o uso de drogas ou álcool e despejam qualquer pessoa flagrada roubando ou cometendo outros crimes dentro do acampamento. A Tent City 3 permaneceu em média três semanas em cada acampamento antes de 2004, enquanto Tent City 4 permaneceu no local por até 100 dias. Desde então, as estadias em Tent City 3 têm estado em média entre 60 e 90 dias, com 90 dias ou mais sendo um período de permanência comum. As cidades têm adotado emendas ao código que limitam a permanência em 60-90 dias.
Outro acampamento de sem-teto, não afiliado com Tent City 3 e 4, existiu com barracas doadas, na University Congregational United Church of Christ no University District de Seattle, por vários meses, terminando em 5 de março de 2009, quando se mudou para o subúrbio de Bryn Mawr ao sul de Seattle. De acordo com os defensores dos sem-teto, os moradores criticaram o prefeito de Seattle, Greg Nickels, por continuamente limpar os acampamentos de sem-teto, e chamaram seu acampamento de "Nickelsville". A própria igreja, em respeito aos esforços recentes do prefeito Nickels, não usou o nome "Nickelsville" ao se referir ao acampamento.
Enquanto estava na estrada em Seattle, Washington, em 30 de março de 2009, o Democracy Now! cobriu uma história sobre Nickelsville em Seattle. Eles também cobriram uma matéria sobre a operação policial em Nickelsville no dia anterior, 29 de março, onde 24 pessoas foram presas.

#### King County
Tent City 4 (TC4) é um acampamento de sem-teto para até 100 pessoas criado em maio de 2004 no leste de King County, próximo a Seattle. Os residentes são homens e mulheres adultos, embora haja uma parte para a habitação de dependentes menores em situações de emergência.

#### Transition Park, Camden, Nova Jersey
Uma comunidade de 50 a 150 pessoas fixou residência em Camden, Nova Jersey, situada no lado direito da rampa da saída 5A Oeste I676. Embora tenham sido feitas tentativas para encontrar moradia para a população, ninguém na comunidade foi realocado. O prefeito e o conselho municipal de Transition Park continuaram a proteger sua comunidade e a buscar atendimento médico para os necessitados. Em maio de 2010, os residentes foram forçados a deixar a cidade.
Sob a liderança de Amir Khan, pastor do Solid Rock Worship Center em Clementon, NJ, e fundador do Nehemiah Group, uma organização religiosa sem fins lucrativos dirigida por Khan e seu filho Micah, 54 residentes de Tent City foram transferidos para Wingate pelo Wyndham Hotel em Mount Laurel em maio de 2010 com a ajuda de voluntários. O pastor Khan pediu ajuda à sua congregação e aos empresários locais e conseguiu arrecadar US$250.000 para fornecer moradia e serviços humanos a alguns desabrigados da cidade de barracas de Camden por pelo menos um ano.
Embora esses homens e mulheres sem-teto tenham sido inicialmente transferidos para um hotel e recebido um tratamento na chegada, meses depois as drogas e o álcool continuam afetando sua adaptação à vida em seus novos ambientes. Do lado positivo, Lorenzo Banks, o ex-prefeito autoproclamado de Tent City e James Boggs, outro líder de Tent City, conseguiram empregos no atendimento a desabrigados pela Volunteers of America-Delaware Valley em Collingswood, NJ. Embora várias pessoas também tenham se matriculado em uma faculdade comunitária, doenças mentais, problemas com vícios e a falta de moradias populares ilustram a dificuldades de transição para uma vida saudável para os residentes de Tent City a longo prazo.
Em 13 de setembro de 2010, 19 dos 54 moradores originais foram removidos do "programa de hotel" e muitos ex-residentes de Tent City continuam a se mudar de uma esquina ou viaduto para outra, continuando a questão dos sem-teto em Camden.

## Eventos

### Hajj

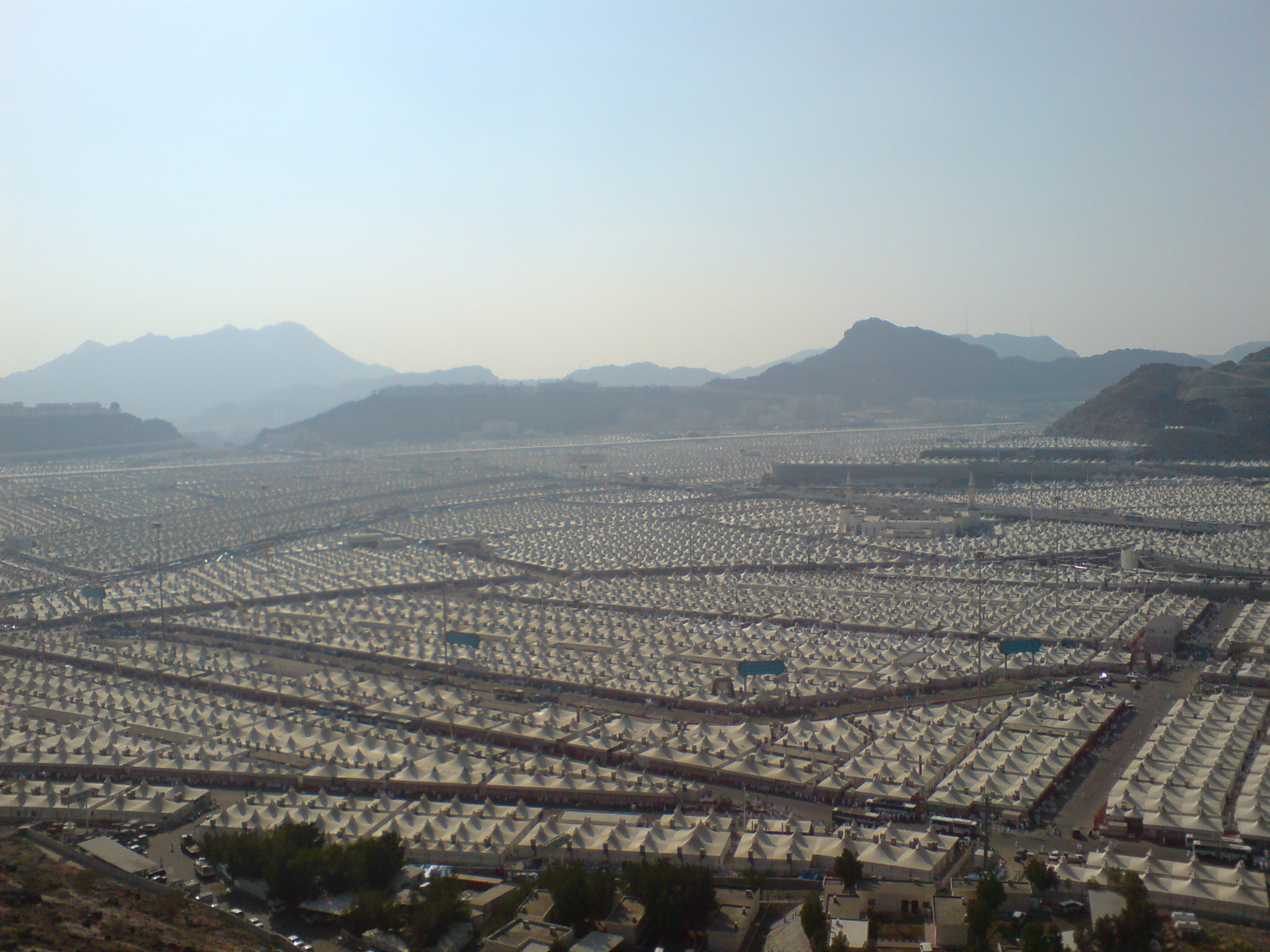
Mina, cidade de tendas

O Ministério do Hajj do governo da Arábia Saudita montou uma cidade de barracas permanente para abrigar os peregrinos muçulmanos em Mina, onde o ritual do Apedrejamento do Diabo ocorre como parte da peregrinação geral do Hajj a Meca. Uma cidade de barracas também foi montada no Monte Arafate, outra parada essencial durante o Hajj. Como até quatro milhões de peregrinos podem realizar o Hajj anualmente, as cidades de barracas são densamente habitadas com 20-40 pessoas por barraca. Como tal, incêndios e surtos de doenças eram preocupações constantes. Desde o final da década de 1990, as autoridades sauditas começaram a usar tendas à prova de fogo para reduzir os riscos de um grande incêndio.

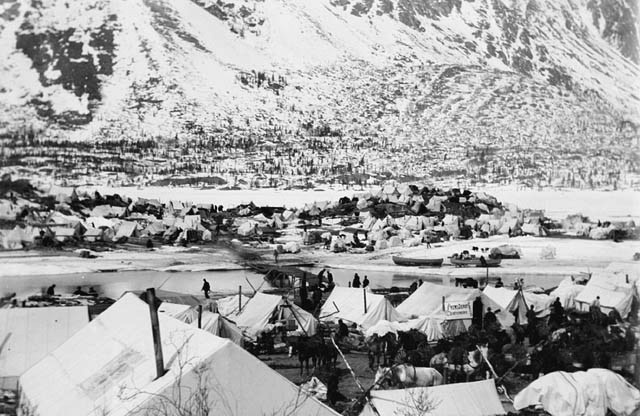
Acampamento dos Klondikers no lago Bennett, Canadá, maio de 1898

### Klondike e Nome Gold Rushes
Durante o Corrida do Ouro de Klondike no Alasca e do Canadá 1896 – 1899 vários acampamentos foram construídas ao longo das rotas para os campos de ouro especialmente na popular rota Dyea / Skagway, onde se reuniu Lake Bennett e Lago Lindeman a cabeça de Yukon River. Na Corrida do Ouro de Nome, entre 1899 e 1909, surgiu uma cidade de barracas com 30 milhas de comprimento, nas praias e na costa sem árvores de Nome, Alasca entre o Cabo Rodney e o Cabo Nome.

### Persépolis
Para as festividades da celebração de 2.500 anos da monarquia do Irã, o Xá do Irã, Mohammad Reza Pahlavi, construiu uma luxuosa cidade de barracas no deserto ao lado das ruínas de Persépolis para acomodar seus convidados internacionais. O evento aconteceu de 12 a 16 de outubro de 1971. A cidade de barracas foi inspirada na assentamento do Campo do Pano de Ouro que em que se reuniram Francisco I da França e Henrique VIII da Inglaterra, em 1520.

## Outras aplicações

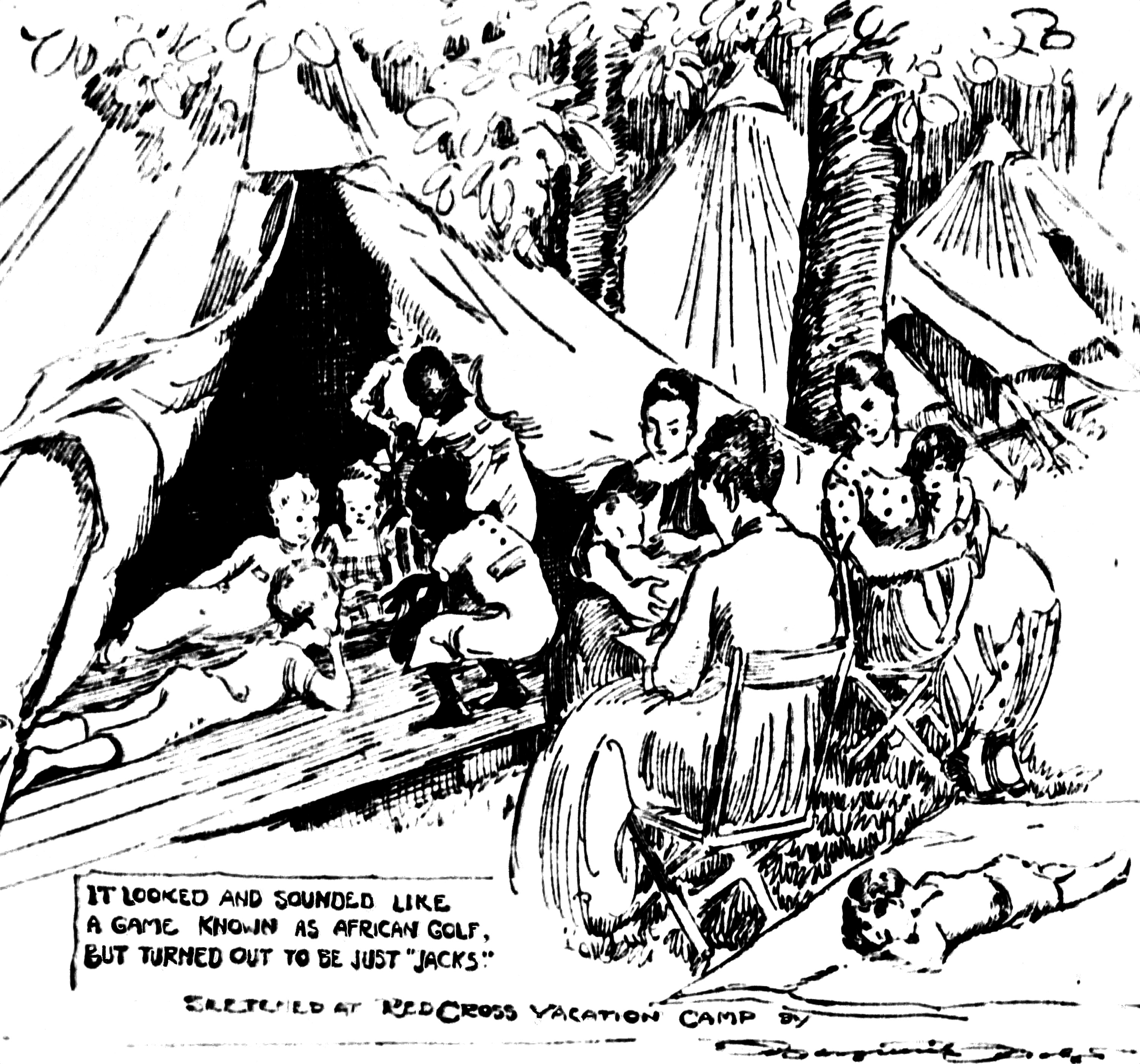
Uma cidade de barracas foi erguida em 1920 pela Cruz Vermelha em Forest Park, St. Louis, para que as famílias da cidade pudessem fugir do calor de agosto. (Desenho de Marguerite Martyn do St. Louis Post-Dispatch)

### Condado de Fayette, Tennessee
A cidade de barracas no condado de Fayette, Tennessee, Estados Unidos, era um acampamento para negros deslocados, que foram removidos de suas casas e colocados na lista negra de comprar itens essenciais como retaliação por se registrarem para votar nos primeiros dias do Movimento dos Direitos Civis.

### Kent State University
Em 12 de maio de 1977, uma cidade de barracas foi erguida e mantida por um período de mais de 60 dias por um grupo de várias dezenas de manifestantes no campus da Kent State University em Kent, Ohio, Estados Unidos. Os manifestantes, liderados pela Coalizão de 4 de Maio, mas também incluindo membros da comunidade e clérigos locais, estavam tentando impedir que a universidade erguesse um ginásio anexo em parte do local onde ocorreram os tiroteios no estado de Kent em maio de 1970, que eles acreditavam que iria alterar e obscurecer esse evento histórico. Uma ação policial finalmente encerrou a cidade de barracas em 12 de julho de 1977, após a remoção forçada e a prisão de 193 pessoas. O evento ganhou cobertura da imprensa nacional e o assunto foi levado ao Supremo Tribunal dos Estados Unidos.